# Vera Lutterová
Vera Lutterová (nepřechýleně Vera Lutter; * 1960 Kaiserslautern) je německá umělkyně sídlící v New Yorku. Pracuje s několika formami digitálních médií, včetně fotografie, projekcí a video-zvukových instalací. Prostřednictvím mnoha procesů se její dílo zaměřuje na světlo a jeho schopnost artikulovat plynoucí čas a pohyb v rámci hmatatelného obrazu.

## Životopis

### Vzdělání
V roce 1991 Lutterová získala titul na Akademii výtvarných umění v Mnichově, kde se vyučila jako sochařka. Poté se zapsala do programu Photography and Related Media na School of Visual Arts v New Yorku, kde v roce 1995 získala titul MFA.

### Dílo
Na počátku 90. let, inspirovaná přestěhováním do New Yorku a městským světlem a architekturou, začala umělkyně své první experimenty s médiem dírkové fotografie. Aby zachytila přímý otisk svého prostředí, Lutterová přeměnila podkroví, ve kterém žila, na cameru obscuru. Spíše než pomocí opticky broušené čočky našla Lutterová zálibu v promítání reality skrz dírkový otvor a promítala převrácené obrazy vnějšího světa na listy fotografického papíru o velikosti nástěnné malby. Exponováním snímků přímo na fotografický papír namísto filmu vytváří umělkyně jedinečné negativní tisky ve snaze zachovat bezprostřednost svých snímků; odklon od reprodukovatelnosti spojené s konvenční fotografií.
Nejvýznamnější díla autorky využívají k zachycení svých velkých černobílých negativních snímků cameru obscuru o velikosti místnosti. Námět její práce se velmi liší: od městských center, průmyslové krajiny, opuštěných továren a tranzitních míst, jako jsou loděnice, letiště a vlaková nádraží. Domov umělkyně, New York, zůstal v její tvorbě opakujícím se tématem z mnoha úhlů pohledu, včetně Manhattanu, nápisu Pepsi-Cola v Long Island City, Queens, Ground Zero na Dolním Manhattanu, bývalé továrny Nabisco v Beaconu, a také dokumentovala vývoj staveniště při pohledu z okna jejího ateliéru. Lutterová také pracovala v mezinárodním měřítku, pořídila snímky na frankfurtském letišti, egyptských pyramid, elektrárny Battersea v Londýně, v Benátkách nebo povrchového dolu Rheinbraun v německém Hambachu.
V průběhu svého procesu Lutterová začlenila své obrazy camera obscura do architektonických instalací. První byla Linger On v roce 2005, pro kterou umělkyně vytiskla poloprůsvitnou variantu své fotografie Friedrichshafen Zeppelin z roku 1999 na velké akrylové panely. Ve svých dílech se často zabývá městskou krajinou (Venice Portfolios, 2007). Později s Folding Four in One (2009) Lutterová zachytila pohledy z věže s hodinami v Brooklynu. Vnitřní prostor hodinové věže, který se nachází v nejvyšší části budovy, je dokonale čtvercový a na každé ze čtyř stran je umístěn velký ciferník. Všechny hodiny podložené čirým sklem usnadňují vstup světla a zároveň demonstrují stálý vývoj času. Pomocí camery obscury Lutterová exponovala čtyři různé pohledy na New York na velké listy filmové emulze. Velké negativy byly poté vsazeny mezi kusy akrylu a instalovány ve čtvercové formaci zavěšené mezi podlahou a stropem. Každý obrázek znázorňuje jeden hlavní pohled z věže, který nabízí zážitek z obývání alternativního času a prostoru. Tyto instalační projekty nejen podtrhují monumentalitu umění fotografky, ale slouží také k zopakování strukturálního potenciálu samotného světla, protože se díla stávají doslova součástí divákova prostředí.
Lutterová ale vždy nepracovala výhradně s camerou obscurou. V jejím projektu Samar Hussein (2009) byla jména odhadovaných 100 000 civilních úmrtí způsobených Američany vedenou válkou v Iráku od invaze 20. března 2003 doplněna tištěnými i promítnutými barevnými obrázky životního cyklu květu ibišku. Lutterová poprvé prozkoumala možnosti barevné fotografie s Jaiem Brooklynem, projektem vytvořeným v letech 2003/2009 připomínajícím civilní úmrtí způsobená válkou v Iráku. Jména ztracených jsou zobrazena podél spodní části projekce rotujících obrázků rostliny ibišku v různých fázích květu a rozkladu.
One Day je prvním a nejnovějším dílem Lutterové v oblasti video a zvukové instalace. Pro toto dílo umělkyně pořídila čtyřiadvacetihodinový záznam v přírodní rezervaci Petit Camargue nedaleko francouzského města Saint-Louis. Prostřednictvím zafixovaného snímku zachytila Lutterová celý denní cyklus se všemi jeho jemnými proměnami v atmosféře.
Současně Lutterová sledovala nové cesty v digitální astrofotografii s vytvořením cyklu Albescent, probíhajícího projektu zaznamenávajícího dorůstání a obývání Měsíce. Od roku 2010 umělkyně shromáždila četné snímky Slunce a Měsíce z mezinárodních vyhlídek a vytvořila si cestovní deník, který zvažuje všudypřítomnou přítomnost těchto nebeských těles.
V roce 2012 začala Lutterová fotografovat umělecká díla. Tento proces začal nejprve v Metropolitním muzeu v New Yorku, následovala Národní galerie umění ve Washingtonu a pak na zakázku z Muzea moderního umění v New Yorku. Výsledná díla působí jako dokumentace i interpretace známého neznámým způsobem. Doba potřebná k vytvoření takových snímků trvala až sedm měsíců a byly exponovány přímo na černobílý fotografický papír, takže jsou ponechány v negativním formátu.
V roce 2017 Losangeleské muzeum umění pozvalo Lutterovou, aby se stala jejich vůbec první umělkyní v rezidenci v reakci na nadcházející demolici kampusu muzea a následnou renovaci. Pomocí svého procesu camera obscura o velikosti místnosti Lutterová dokumentovala kampus, galerie a sbírku muzea. Projekt probíhal od února 2017 a vyvrcholil nadcházející výstavou v roce 2020.

## Výstavy
Autorčiny snímky byly vystavovány mezinárodně na skupinových i samostatných výstavách, včetně tohoto vybraného seznamu výstav:
Samostatné výstavy
- (2018) Vera Lutter: Turning Time, Gagosian Gallery, Britannia Street, Londýn, Anglie.
- (2016) Paestum, Galleria Alfonso Artiaco, Neapol, Itálie.
- (2016) Vera Lutter, Galerie Xippas, Ženeva, Švýcarsko.
- (2016) Inverted Worlds, New Orleans Museum of Art, New Orleans, LA.
- (2015–2016) Inverted Worlds, The Museum of Fine Arts, Houston, TX.
- (2015) Vera Lutter, Gagosian Gallery, New York, NY.
- (2014) Vera Lutter, Galerie Max Hetzler, Berlín, Německo.
- (2012) Vera Lutter, Carré d'Art – Musée d'art contemporain, Nîmes, Francie.
- (2011) Egypt, Gagosian Gallery, Londýn, Velká Británie.
- (2009) Samar Hussein, Carolina Nitsch Project Room, New York, NY.
- (2009) Vera Lutter, Gagosian Gallery, Los Angeles, CA.
- (2007) Vera Lutter, Gagosian Gallery, New York, NY.
- (2005–2006) Vera Lutter, Muzeum moderního umění ve Fort Worth, Fort Worth, TX.
- (2005) Vera Lutter: Nabisco Factory, Beacon, Dia: Beacon, Beacon, NY.
- (2004) Vera Lutter: Battersea, Gagosian Gallery, Londýn, Velká Británie.
- (2004) Inside In, Dům umění (Štýrský Hradec), Rakousko.
- (2002) Museum of Contemporary Photography, Chicago, IL.
- (2001) Kunsthalle Basel, Basilej, Švýcarsko, (s Hanspeterem Hofmannem)
- (1999–2000) Time Traced: Vera Lutter a Rodney Graham, Dia: Chelsea – Dia Center for the Arts, New York City.
- (1996) V New Yorku, Wooster Gardens, New York, NY.

Skupinové výstavy
- (2018) Sun Pictures tehdy a nyní: Talbot a jeho dědictví dnes, Photo London, London, UK.
- (2017) Malba na papíře: Vera Lutter's Old Master Photographs, TEFAF, Park Avenue Armory, New York, NY.
- (2016–2017) Znovuobjevení fotografie: Sbírka Roberta E. Meyerhoffa a Rhedy Beckerové, Národní galerie umění, Washington, DC.
- (2016) Deconstruction Photographique, Topographie de L'Art, Paříž, Francie.
- (2015) Industry, Now: Contemporary Photographs from the Mast Collection, MAST Foundation, Bologna, Italy.
- (2014) Now You See It: Photography and Concealment, Metropolitní muzeum umění, New York, NY.
- (2012) Projekt Pour l'Art Contemporain: 10 Ans d'Acquisitions, Centre Georges Pompidou, Paříž, Francie.
- (2012) Skyscraper: Art and Architecture Against Gravity, Muzeum současného umění Chicago, Chicago, IL.
- (2012) Mýty a reality, School of Visual Arts, New York, NY.
- (2011) Legacy: Fotografie ze sbírky Emily Fisher Landau, Muzeum amerického umění Whitneyové, New York, NY.
- (2011) Measuring the World: Heterotopias and Knowledge Spaces in Art, Dům umění, Štýrský Hradec, Rakousko.
- (2010–2011) Still / Moving, Izraelské muzeum, Jerusalem, Israel.
- (2010) Crash, Gagosian Gallery, Londýn, Velká Británie.
- (2009–2010) Extended Family: Contemporary Connections, Brooklynské muzeum, Brooklyn, NY.
- (2009) elles, Centre Pompidou, Paříž, Francie.
- (2008–2009) Obrázky z Benátek, Fondation Beyeler, Basilej, Švýcarsko.
- (2002) 2002 Whitney Bienále, Muzeum amerického umění Whitneyové, New York, NY.
- (2001) Co je nového: Nedávné akvizice ve fotografii, Muzeum amerického umění Whitneyové, New York, NY.
- (1999) The Big Picture: Large Format Photography, Middlebury College Museum of Art, Middlebury, VT.
- (1998) About Painting, Part III, Robert Miller Gallery, New York, NY.
- (1997) CityScapes: A Survey of Urban Landscapes, Marlborough Gallery, New York, NY.

### Speciální projekty
- Painting on Paper: Vera Lutter's Old Master Photographs, rezidence, Losangeleské muzeum umění, Los Angeles, CA. (2017–2018)
- Nowhere Near, 601Artspace, New York, NY. Umělkyně byla zároveň kurátorkou výstavy. (2009–2010)
- Ariadne Unhinged, Gotham Chamber Opera, New York, NY. Scénografie od umělkyně, choreografie Karole Armitage. (2008)

### Sbírky
Autorčiny fotografie jsou uloženy v mnoha stálých sbírkách po celém světě, jako je Art Institute of Chicago, Chicago, IL; Izraelské muzeum, Jeruzalém, Izrael; Los Angeles County Museum of Art (LACMA), Los Angeles, CA; Národní galerie umění, Washington DC; Neue Nationalgalerie, Berlín, Německo; Metropolitní muzeum umění, New York, NY; Muzeum moderního umění, New York, NY; The Solomon R. Guggenheim Museum, New York, NY; a Whitney Museum of American Art, New York, NY a mnoho dalších.

### Ceny a ocenění
- Grant Nadace Pollock-Krasner. (2002)
- Guggenheimovo stipendium. (2001)
- Artist-in-Residence, International Artists Studio Program ve Švédsku (IASPS). (2001)
- Kulturstiftung der ZF Friedrichshafen Grant. (1999)
- Grant International Center for Advanced Studies, Project on Cities and Urban Knowledge, New York University. (1997)
- Deutscher Akademischer Austausch Dienst (DAAD) Grant. (1993)